# Нита Налди
Нита Налди (енгл. Nita Naldi; 13. новембар 1894 — 17. фебруар 1961) била је америчка глумица на позорници и глумица у немим филмовима.

## Биографија
Нита је рођена 13. новембра 1894. године у Њујорку. Преминула је 17. фебруара 1961. године такође у Њујорку.